# NGC 6774
NGC 6774 é um aglomerado aberto na direção da constelação de Sagittarius. O objeto foi descoberto pelo astrônomo John Herschel em 1830, usando um telescópio refletor com abertura de 18,6 polegadas. 